# ألبرت واتسون الثاني
ألبرت واتسون الثاني (بالإنجليزية: Albert Watson II)‏ هو دبلوماسي أمريكي، ولد في 5 يناير 1909 في ماونت فيرنون في الولايات المتحدة، وتوفي في 14 مارس 1993 في سان أنطونيو في الولايات المتحدة.